# Lucy Russell
Pour les articles homonymes, voir Russell.
Lucy Russell est une actrice britannique née en 1968 en Angleterre.

## Filmographie

### Cinéma
- 1998 : Following, le suiveur : la blonde
- 2001 : Far from China : Janice
- 2001 : L'Anglaise et le Duc : Grace Elliott
- 2002 : Nude, Descending... : Cora
- 2003 : I Am David : l'Américaine
- 2004 : Pour le plaisir : Eve, l'avocate
- 2004 : L'Ennemi naturel : l'ex-femme de Tanguy
- 2004 : Red Rose : Jean Amour
- 2005 : Batman Begins : l'invitée au restaurant
- 2006 : Tristan et Yseult : Edyth
- 2007 : Angel : Nora Howe-Nevinson
- 2009 : L'Imaginarium du docteur Parnassus : une cliente
- 2011 : 10 Arenas of Marwood : Dr De Hory
- 2012 : Touristes : Lynne Marshall
- 2013 : Cal : Cath Miller
- 2013 : World War Z : la déléguée de l'ONU
- 2013 : I'm Still Here : Rebecca Lawrence
- 2016 : Toni Erdmann : Steph
- 2018 : Where Hands Touch : l'enseignante
- 2019 : Judy : la publicitaire
- 2020 : Rebecca : Mme Clementine Whitney
- 2021 : Without Remorse : le directeur de la CIA Dillard

### Télévision
- 2002 : Rescue Me : Les Héros du 11 septembre : le médecin (1 épisode)
- 2003 : Red Cap : Capitaine Emily Garnett (1 épisode)
- 2003 : Murphy's Law : Jenny Collins (1 épisode)
- 2003 : Cambridge Spies : Aileen Furse (1 épisode)
- 2005 : Inspecteur Barnaby : Felicity Turner (1 épisode)
- 2007 : Clapham Junction : Miss Richards
- 2009-2016 : Doctors : Bea Ward, Hilary Adams et Liz White (3 épisodes)
- 2010 : Combat Kids : Gill (3 épisodes)
- 2012 : Casualty : Anna O'Shaunessy (1 épisode)
- 2013 : Call the Midwife : Mme Clarke (1 épisode)
- 2015 : Dans l'ombre des Tudors : Lady Shelton (1 épisode)
- 2015 : The Syndicate : Melissa Mitchell (3 épisodes)
- 2015 : Cuffs : Mme Pryce (1 épisode)
- 2017 : The Crown : Lady Mountbatten (3 épisodes)
- 2017-2018 : Genius : Madeleine Renoult-Gilot et Frau Pauline Winteler (6 épisodes)
- 2018 : Les Enquêtes de Vera : Susan Wakeland (1 épisode)
- 2019 : Chernobyl : Marina Gruzinskaya (1 épisode)
- 2019 : Top Boy : Julia Barnes (1 épisode)
- 2019 : Doc Martin (en) : Dr Emma Ryder (1 épisode)
- 2020 : Strike Back : Dr Helen McCluskey (1 épisode)
- 2020 : L'Écuyer du roi : Éloïse (6 épisodes)
- 2020 : Atlantic Crossing : Missy LeHand (8 épisodes)
- 2021 : Les Irréguliers de Baker Street : la duchesse de Wnchester (1 épisode)